# Система записи чисел кириллицей
Систе́ма за́писи чи́сел кири́ллицей, цифи́рь — способ алфавитной записи чисел с использованием кириллицы или глаголицы[уточнить], использовавшийся на Руси с X века до начала XVIII века, когда была заменена на систему записи чисел, основанную на арабских цифрах.
В основных чертах схожа с греческой системой записи чисел.
В настоящее время используется в книгах на церковнославянском языке.

## Единицы, десятки и сотни
Большинство букв древнерусского алфавита имеет числовое соответствие. Так, буква «аз» означала «один», «веди» — «два»… У некоторых букв нет числовых соответствий. Числа пишутся и произносятся слева направо, за исключением чисел от 11 до 19 (например, 17 — сем-на-дцать, сємь на дєсѧтє).
По такому же принципу строилась система записи чисел глаголицей, в которой использовались буквы глаголицы.
В начале XVIII века иногда применялась смешанная система записи чисел, состоящая и из кириллических, и из арабских цифр. Например, на некоторых медных полушках (монетах достоинством ¼ копейки) отчеканена дата 17К (1720) и 17К1 (1721).

### Таблица соответствия букв числам
Система записи чисел кириллицей почти буква в букву воспроизводит греческую. В глаголице цифровые значения имеют и те буквы, которые отсутствуют в греческом (буки, живете и др.). В церковнославянском варианте, используемом и сегодня, она имеет следующий вид:
| Арабское число | Греческий алфавит | Кириллица           | Кириллица | Глаголица   | Глаголица |
| -------------- | ----------------- | ------------------- | --------- | ----------- | --------- |
| 1              | Α, α              | А (аз)              |           | А (аз)      |           |
| 2              | Β, β              | В (веди)            |           | Б (буки)    |           |
| 3              | Γ, γ              | Г (глаголь)         |           | В (веди)    |           |
| 4              | Δ, δ              | Д (добро)           |           | Г (глаголь) |           |
| 5              | Ε, ε              | Е (есть)            |           | Д (добро)   |           |
| 6              | Ϛ, ϛ (стигма)     | S (зело)            |           | Е (есть)    |           |
| 7              | Ζ, ζ              | З (земля)           |           | Ж (живете)  |           |
| 8              | Η, η              | И (иже)             |           | S (зело)    |           |
| 9              | Θ, θ              | Ѳ (фита)            |           | З (земля)   |           |
| 10             | Ι, ι              | I (и)               |           | I (и)       |           |
| 20             | Κ, κ              | К (како)            |           | И (иже)     |           |
| 30             | Λ, λ              | Л (люди)            |           | Ћ (гервь)   |           |
| 40             | Μ, μ              | М (мыслете)         |           | К (како)    |           |
| 50             | Ν, ν              | Н (наш)             |           | Л (люди)    |           |
| 60             | Ξ, ξ              | Ѯ (кси)             |           | М (мыслете) |           |
| 70             | Ο, ο              | О (он)              |           | Н (наш)     |           |
| 80             | Π, π              | П (покой)           |           | О (он)      |           |
| 90             | Ϟϟ (коппа)        | Ҁ (ко́ппа)/Ч (червь) |           | П (покой)   |           |
| 100            | Ρ, ρ              | Р (рцы)             |           | Р (рцы)     |           |
| 200            | Σ, ς              | С (слово)           |           | С (слово)   |           |
| 300            | Τ, τ              | Т (твердо)          |           | Т (твердо)  |           |
| 400            | Υ, υ              | Ѵ (ижица)           |           | У (ук)      |           |
| 500            | Φ, φ              | Ф (ферт)            |           | Ф (ферт)    |           |
| 600            | Χ, χ              | Х (хер)             |           | Х (хер)     |           |
| 700            | Ψ, ψ              | Ѱ (пси)             |           | Ѡ (от)      |           |
| 800            | Ω, ω              | Ѡ (омега)           |           | Щ (шта)     |           |
| 900            | Ϡϡ (сампи)        | Ц (цы)              |           | Ц (цы)      |           |
| 1000           | —                 | ҂а                  |           | Ч (червь)   |           |

### Особенности системы
Для записи чисел используются почти исключительно строчные буквы.
Числовое значение 5 первоначально несла обычная буква «е», так называемая «узкая е», но так как по церковнославянской орфографии она не могла стоять в начале слова или изолированно, позже стал применяться её другой вариант «є», так называемая «широкая е», из которого впоследствии развилась украинская буква «є».
Для числового значения 6 в древности применялась как обычная буква «зело» (ѕ), так и зеркально перевернутая.
Буква «і» в числовом употреблении точек не имеет.
По той же причине, что и для 5, для числового значения 70 обычно применяется не обычная буква «о», а её так называемый «широкий» вариант ѻ (в Юникоде по недоразумению названный «круглой омегой», англ. round omega).
Значение 90 в самых древних кириллических текстах выражала не буква «ч», а заимствованный из греческого знак «коппа» (ҁ).
Значение 400 в древности выражала буква «ижица» (ѵ), позже так называемый «ик» — у-образный знак, используемый только как числовой и в составе диграфа «ук» («оу»). Использование в числовом значении «ика» характерно для российских изданий, а «ижицы» — для старопечатных малороссийских, позднейших южнославянских и румынских.
В значении 800 ранее могла применяться как «голая омега» (ѡ), так и (чаще) составной знак «от» (ѿ); подробнее см. статью «Омега (кириллица)».
Значение 900 в древности выражалось «малым юсом» (ѧ), несколько похожим на соответствующую греческую букву «сампи» (Ϡ); позже в этом значении стала применяться буква «ц».

### Титло
Чтобы отличать буквы от цифр, над буквами с числовым значением пишется специальный знак — титло. Этот знак ставится над каждой буквой, либо покрывает всё число.
В первой печатной библии (XVI век) в двузначных и многозначных числах титло ставилось над второй буквой от начала.
С XIX века в книгопечатании сложилась традиция в двузначных и многозначных числах титло ставить над второй буквой от конца.
В случае с денежными суммами титло иногда заменяли надстрочной лигатурой «ру», «де» или буквой «а», соответственно символами рубля, денги или алтына.

## Тысячи
Для обозначения тысяч слева от соответствующей букво-цифры пишется маленькая диагональ влево вниз и на ней две маленькие черточки — ҂ (U+0482). Иногда две черточки интегрируются в саму букву, если у нее имеется подходящая диагональная черта, которая может быть удлинена дополнительно.
Примеры:
- — 1706 год;
- — 7118 год по летосчислению «от сотворения мира» (1610 год от Рождества Христова).

## Десятки и сотни тысяч, миллионы
Большие числа (десятки и сотни тысяч, миллионы и миллиарды) могут выражаться не через знак «҂», а специальным образом обведенной буквой, использующейся для обозначения единиц. Впрочем, для больших чисел эти обозначения довольно нестабильны.

### Тьма
Для обозначения тьмы буква обводится сплошной окружностью.
- Малый счёт — десять тысяч ({\displaystyle 10^{4}}) или сто тысяч[источник не указан 3562 дня] ({\displaystyle 10^{5}});
- Великий счёт — тысяча тысяч, миллион ({\displaystyle 10^{6}}, тьма великая).

От слова тьма произошло воинское звание темник — крупный военачальник. Темником был, например, Мамай.
Аналогичными наименованиями являются тумэн, от которого, вероятно, и произошло слово тьма как название числа, и мириада (др.-греч. μῡριάς, μῡριάδος).

### Легион (неведий) или Легеон (несвѣдь)
Для обозначения легиона (неведия) буква обводится в кружок из точек  или число записывается следующим образом: .
- Малый счёт — десять тем, или сто тысяч ({\displaystyle 10^{5}});
- Великий счёт — тьма тем, или триллион ({\displaystyle 10^{12}}).

### Лео́др
Для обозначения леодра буква обводится в кружок из черточек , запятых , либо содержит два символа тысяч «҂» — . Также может быть записано и четвёртым способом: 
- Малый счёт — десять легионов, или миллион ({\displaystyle 10^{6}});
- Великий счёт — легион легионов, или септиллион ({\displaystyle 10^{24}}).

### Вран (ворон)
Для обозначения врана (ворона) буква обводится в кружок из крестиков; или справа и слева от буквы ставят буквы к, а над буквой изображают титло: ;
- Малый счёт — десять леодров, или десять миллионов ({\displaystyle 10^{7}});
- Великий счёт — леодр леодров, или квиндециллион ({\displaystyle 10^{48}}).

### Клада (колода)
Буква заключается в квадратные или круглые скобки, но не справа и слева, как у обычных букв, а сверху и снизу: .
- Малый счёт — десять вранов, или сто миллионов ({\displaystyle 10^{8}});
- Великий счёт — десять вранов, или 10 квиндециллионов ({\displaystyle 10^{49}}).

### Тьма тем
Самое большое число — тьма тем. 
- Малый счёт — десять колод, или миллиард ({\displaystyle 10^{9}});[2][3][4]
- Великий счёт — десять колод, или 100 квиндециллионов ({\displaystyle 10^{50}}, тьма великая).[источник не указан 3567 дней]

В малом счёте число служит последним пределом естественного (соотносимого с какой-либо деятельностью) счёта. Тьма тьмущая — бесконечное количество, неисчислимое множество.
Например, в Апокалипсисе: «Число конного войска было две тьмы тем (др.-греч. δισ-μυριάδες μυριάδων); и я слышал число его» (Откр. 9:16).